# Фрай, Вальтер
Вальтер Фрай (нем. Walter Frey; 26 января 1898, Базель — 27 августа 1985, Цюрих) — швейцарский пианист и музыкальный педагог. Брат Эмиля Фрая.

## Биография
В 1906—1913 годах учился игре на фортепиано у Фридриха Ниггли, занимался также теорией под руководством Фолькмара Андре. В 1913—1916 годах учился во Франкфурте-на-Майне у Вилли Реберга.
В 1919 году женился на певице Алисе Кнехт (Alice Frey-Knecht; 1895—1977), которой аккомпанировал в ходе вокальных концертов. Как солист выступал в Швейцарии, Германии, скандинавских странах, специализируясь преимущественно на исполнении современной музыки. В 1930-е гг. нередко играл в фортепианном дуэте с братом Эмилем, позднее аккомпанировал Аиде Штуки. В 1934—1960 гг. возглавлял общество Pro Musica — цюрихскую секцию Международного общества современной музыки.
В 1925—1958 годах вёл класс фортепиано в Цюрихской консерватории. Среди его учеников, в частности, Эрнст Видмер и Ингольф Даль, а также внук Фрая Самуэль Бекли.
В соавторстве с Вилли Шухом составил сборник «Швейцарская фортепианная музыка эпохи классицизма и романтизма» (нем. Schweizerische Klaviermusik aus der Zeit der Klassik und Romantik; 1937).